# Leptasterias canuti
Leptasterias canuti is een zeester uit de familie Asteriidae.
De wetenschappelijke naam van de soort werd in 1936 gepubliceerd door Svend Geisler Heding.